# Forest Grove
Forest Grove – miasto w Stanach Zjednoczonych, w stanie Oregon, w hrabstwie Washington.